# Noordoost (Veenendaal)
Noordoost is een wijk in de gemeente Veenendaal in de Nederlandse provincie Utrecht. In de wijk wonen ruim 13.500 mensen.

## Geschiedenis
Noordoost is een groeiende wijk in Veenendaal. De buurten Dragonder-Oost en Veenendaal-Oost zijn aangewezen om de groei van Veenendaal tot 2030 met name op te vangen.

## Buurten
De wijk bestaat uit de buurten: 
- Dragonder-Noord
- Dragonder-Zuid
- De Compagnie-Oost
- Spitsbergen
- Dragonder-Oost
- Veenendaal-Oost

## Voorzieningen
In de wijk bevindt zich in de buurt Dragonder-Zuid een groot buurtwinkelcentrum. In de buurt Veenendaal-Oost is een buurtwinkelcentrum in aanbouw.

## Openbaar vervoer
Vanaf het centrum rijden de buslijnen 50 en 280 via de Prins Bernhardlaan langs Dragonder-Zuid en De Compagnie-Oost richting station Veenendaal-De Klomp. Buurtbus 505 rijdt via dezelfde route van Wekerom naar Overberg vice versa. Vanaf station Veenendaal-De Klomp rijdt bus 83 via De Compagnie richting station Veenendaal West en station Veenendaal Centrum. Lijn 87 rijdt vanaf station Veenendaal-De Klomp via Dragonder en station Veenendaal Centrum naar Petenbos en Rhenen.
Wijken: Centrum · Noordoost · Zuidoost · Zuidwest · Noordwest · West

Buurten: Koopcentrum · Vijgendam en omgeving · Schrijverswijk · Beatrixstraat en omgeving · Dragonder-Noord · Dragonder-Oost · Dragonder-Zuid · Spitsbergen · Veenendaal-Oost · Engelenburg · Boslaan en omgeving · Petenbos-West · Petenbos-Oost · De Groene Velden · 't Goeie Spoor en omgeving · Franse Gat · Salamander · Molenbrug · 't Hoorntje · De Pol · De Gelderse Blom · Oudeveen en De Schans en omgeving · Componistenbuurt · Vogelbuurt · Schepenbuurt · Dichtersbuurt
Industriegebieden: Het Ambacht · Nijverkamp · De Faktorij en De Vendel · De Compagnie · De Compagnie-Oost · De Batterijen
Buitengebieden: Fort Buurtsteeg · Bezuiden de Dijkstraat · De Blauwe Hel · Bezuiden de Middelbuurtseweg
Utrecht · Plaatsen in de provincie      Nederland · Provincies · Gemeenten